# Svenska epidemistadgan
Svenska epidemistadgan antogs första gången 1857 och reglerade hur vården skulle bedrivas för att minska spridningen av epidemiska sjukdomar. Stadgan skapades bland annat till följd av koleraepidemin som hade grasserat i Sverige i omgångar sedan 1834. Stadgan utvecklades och blev en mer detaljerad förordning som trädde i kraft 1875, och föreskrev då att kommunerna måste vidta åtgärder för att förhindra spridning av smittsamma sjukdomar. Bland annat föreskrev den att smittsamma personer skulle isoleras. Epidemistadgan, tillsammans med hälsovårdsstadgan från 1874, låg bland annat till grund för byggandet av epidemisjukhus.